# Giornata dell'unità nazionale (Russia)
La Giornata dell'unità nazionale (in russo День народного единства?) è una festività celebrata il 4 novembre in Russia dal 2005 e fino al 1917 nell'Impero russo. La data di questa commemorazione ricorda nello specifico la cacciata dei polacchi e dei lituani da Mosca grazie alla milizia di Nižnij Novgorod, avvenuta nel novembre 1612. Già nel 1613 vi era una festa nazionale istituita dallo zar Michele di Russia con il nome di "giorno della liberazione di Mosca dagli invasori polacchi" che, inizialmente celebrata in ottobre, venne abbandonata nel 1917, ma in generale celebra pure la fine del periodo dei torbidi e in parte sostituisce il 7 novembre, che in epoca sovietica e fino al 2004 celebrava la rivoluzione russa.
Anche la Chiesa ortodossa russa celebra questo giorno con la festa per la Madonna di Kazan'.

## Popolarità
La popolarità di questa festa, secondo un sondaggio del 2007, è piuttosto scarsa, solo il 23% dei russi conosce il nome della festa, ma in salita rispetto all'8% del 2005. Il 22% ha identificato la festa come il giorno dell'accordo e della riconciliazione, il nome che aveva il 7 novembre negli anni '90. E solo il 4% sapeva che la festa commemora la liberazione di Mosca dagli invasori polacchi, in questo caso si assiste ad una decrescita rispetto al 2005 (5%).